# Kevin Johansen
Kevin Johansen (Fairbanks, Alasca, 1964) é um cantor argentino. Filho de pai estadunidense e mãe argentina. Cedo a família partiu para San Diego, Califórnia, e quando ele tinha doze anos para Buenos Aires. Ali começou na música com o grupo Instrucción Civica, que gravou um disco.
Entre 1990 e 2000 Kevin Johansen morou em Nova Iorque. Canta em espanhol e inglês, misturando estilos muito variados, e suas canções têm humor.
Como compositor já tem suas composições transpostas para português.
Com Paulinho Moska (brasileiro) e Jorge Drexler (uruguaio), tem o projeto paralelo Mercosurf.
Em 2004, no Grammy Latino, Sur o no Sur foi indicado para "Álbum do Ano", "Canção do Ano" ("La Procesión") e "Melhor Vídeo de Música" ("La Procesión").  Em 2016, foi indicado novamente, desta vez nas categorias Canção do Ano, Melhor Álbum de Cantor-Compositor e Melhor Canção Alternativa, pela canção "Es Como el Día" e pelo álbum Mis Américas, Vol. 1/2.

## Discografia
- The Nada (2000)
- Sur o no Sur (2002)
- City Zen (2004)
- Logo (2007)
- Kevin Johansen + The Nada + Liniers = Vivo en Buenos Aires (2010)
- Bi (2012)